# Carrozzeria Marazzi
La Carrozzeria Marazzi è stata un'azienda di carrozzeria fondata nel 1962 a Caronno Pertusella.
Carlo Marazzi, il fondatore, insieme ai figli Serafino e Mario, lavorò in precedenza presso la Carrozzeria Zagato; quando la Carrozzeria Touring Superleggera chiuse in seguito al fallimento, Ferruccio Lamborghini si rivolse alla Marazzi per assemblare gli ultimi esemplari della Lamborghini 400GT, il cui design venne curato da Federico Formenti, già collaboratore della Touring.
Le realizzazioni di questa carrozzeria comprendono, i diciotto esemplari dell'Alfa Romeo 33 Stradale del 1967, due prototipi di Alfa Romeo 90 Station Wagon, su disegno del direttore tecnico Mario Enrico Mauri e realizzati per conto della rivista Auto Capital nel 1985, e il prototipo della Fiat Punto Cabrio Wagon Bricò del 1994.
Molti lavoratori della ex-Carrozzeria Touring in seguito alla chiusura della stessa furono assunti presso la Marazzi, dove continuarono ad assemblare le carrozzerie della Islero per Lamborghini.
Gli ultimi lavori prodotti sono il prototipo dell'Alfa Romeo 8C Spider per il Centro Stile Alfa Romeo, il Land Rover Discovery 3 blindato per il corpo di Polizia e l'allestimento blindato per l'Alfa Romeo 159.
Nel 2019 l'azienda è stata dichiarata fallita.